# Sing for the Moment
"Sing for the Moment" é uma canção de hip hop do rapper americano Eminem, do álbum The Eminem Show. Foi lançada em 2003 como quarto single deste álbum. "Sing for the Moment" contém um sample da canção do Aerosmith "Dream On". O guitarrista da banda, Joe Perry, toca o solo de guitarra no final da canção, e Steven Tyler canta o coro. Ela foi incluída na coletânea Curtain Call: The Hits.

## Videoclipe
O videoclipe de "Sing for the Moment" foi realizado e lançado em 2003. O vídeo é uma colagem de várias cenas, incluindo tomadas da Anger Management Tour. Vários rappers, incluindo Dr. Dre, D12, 50 Cent e Ludacris, realizam uma participação especial no vídeo.

## Lista de faixas
1. "Sing for the Moment" (versão explícita do álbum) - 5:43
2. "Sing for the Moment" (versão instrumental) - 6:25
3. "Rabbit Run" (versão explícita do álbum) - 3:12
4. "Sing for the Moment" (versão explícita do álbum) - 5:27

## Desempenho nos gráficos
| Parada musical (2003)                                       | Melhor posição |
| ----------------------------------------------------------- | -------------- |
| Alemanha Media Control Charts                               | 5              |
| Austrália ARIA Charts                                       | 5              |
| Áustria Ö3 Austria Top 40                                   | 7              |
| Bélgica Ultratop (Flanders)                                 | 6              |
| Bélgica Ultratop (Valônia)                                  | 15             |
| Estados Unidos Billboard Hot 100                            | 14             |
| Estados Unidos Billboard Bubbling Under R&B/Hip-Hop Singles | 1              |
| Estados Unidos Billboard Hot Rap Tracks                     | 18             |
| Finlândia                                                   | 5              |
| França SNEP                                                 | 28             |
| Irlanda Irish Singles Chart                                 | 3              |
| Itália FIMI                                                 | 5              |
| Nova Zelândia RIANZ                                         | 5              |
| Noruega VG-lista                                            | 10             |
| Países Baixos Dutch Top 40                                  | 8              |
| Reino Unido UK Singles Chart                                | 6              |
| Suécia Sverigetopplistan                                    | 11             |
| Suíça Swiss Charts                                          | 8              |